# ستيف إروين
ستيفن روبرت «ستيف» إروين (22 فبراير 1962 - 4 سبتمبر 2006) (Stephen Robert "Steve" Irwin) كان خبيراً بالطبيعة وشخصية تلفزيونية أسترالية. ولد ستيف إروين في 22 فبراير 1962، في فيكتوريا، أستراليا. عرف بشكل بارز ببرنامجه «صائد التمساح» (The Crocodile Hunter)، وهو برنامج وثائقي يعرض في بلدان عديدة عن الحياة البرية، والذي تقدمه زوجته تيري إروين. كما عرف ببرنامج «أخطر الأفاعي» (Deadliest Snakes)، وظهر في فيلم دكتور دوليتل 2.

## حياته العملية
شخصية إروين البارزة ومجازفاته في البرنامج صنعت منه نجماً عالمياً. كما كان يملك ويدير حديقة أستراليا للحيوانات في مدينة بيروا بولاية كوينزلاند الأسترالية. في عام 1970 انتقل من ايسيندون إلى كوينزلاند مع والديه لين وبوب إروين. وهناك بدأ والديه ببناء منتزه للحيوانات والزواحف، فكانت حياته بين الزواحف والتماسيح منذ صغره عمل يومياً في إطعام الحيوانات بالإضافة إلى نشاطات العناية والتنظيف. في عيد ميلاده السادس أعطي له ثعبان البايسون وفي التاسعة من عمره بدأ بالعناية ومعالجة التماسيح حيث علمه والده وثقفه في التعامل مع التماسيح وصيدها من المناطق القريبة من الأماكن المسكونة بالبشر وأخذها إلى حديقة الحيوان. سار ستيف على خطا والده فأصبح متطوعاً للبرنامج الحكومي لإدارة التماسيح في كوينزلاند على الساحل الشرقي. بعد تسلمه للمنتزه من والديه غير اسم المنتزه إلى "Australia Zoo" حديقة حيوان أستراليا وعرف باسم صائد التماسيح Crocodile Hunter. كان محباً للطبيعة ومتحمساً للحفاظ على البيئة ظهر ذلك من خلال أعماله في حماية الحيوانات والبيئة فلم يكن يقدم للناس النصائح بالكلام فقط بل بالعمل الحقيقي حيث عمل كثيراً لحماية الأنواع المهددة بالانقراض.و اشترى أراضي في الولايات المتحدة وأستراليا وفاناتو وفيجي وجعلها مثل الحدائق العامة.
شجع الناس للمساهمة في رعاية السياحة البيئية والطبيعية فلم يكن يشجع على شراء أصداف السلاحف أو حساء زعنفة القرش.أَسّسَ مؤسسةَ حمايةِ ستيف إروين، التي سميت لاحقاً محاربي الحياة البريَّةِ حول العالم Wildlife Warriors Worldwide، وأصبحَت منظمة خيرية.و اكتشف اروين نوع جديد مِنْ السلاحف الذي يَحْملُ اسمَه الآن، (Elseya irwini) سلحفاة اروين وهو نوع من السلاحف النهاشة وَجدَ على ساحلِ كوينزلاند.

## الأفلام السنمائية
عام 2001 لعب دور cameo في فيلم إيدي ميرفي دكتور دوليتل 2 وفي عام 2002 فيلم The Crocodile Hunter: Collision Course كما أدى بصوته دوراً في فيلم «الأقدام المرحة». ظهر إروين كثيراً على قناة أنيمال بلانيت وقناة ديسكفري وترافيل تشانال. وفي عام 2001 منح وسام Centenary Medal من اجل أعماله العالمية والأسترالية.

## حياته الشخصية
تزوج اروين عام 1992 من أمريكية هي تيري إروين. وفي عام 1998 رزقا بابنة هي بيندي إروين وفي عام 2003 رزقا بابنهم روبيرت إيروين. كان ستيف محباً لعائلته كما عمله وقال بان ابنته هي سبب وجوده على الأرض.

## وفاته
أحزن خبر وفاة ستيف إروين الكثير من الناس في العالم في 4 سبتمبر عام 2006، إروين ثُقب حتى الموت في الصدرِ مِن قِبل سمكة من نوع سمك الرقيطة، بينما كان يغوص في شعاب كوينزلاند المرجانية العظيمة. كان يُصور لقطات لمسلسل ابنته بيندي التلفزيوني القادم.

## وصلات خارجية
- ستيف إروين على موقع IMDb (الإنجليزية)
- ستيف إروين على موقع الموسوعة البريطانية (الإنجليزية)
- ستيف إروين على موقع ألو سيني (الفرنسية)
- ستيف إروين على موقع ميوزك برينز (الإنجليزية)
- ستيف إروين على موقع أول موفي (الإنجليزية)
- ستيف إروين على موقع قاعدة بيانات الأفلام السويدية (السويدية)
- ستيف إروين على موقع إن إن دي بي (الإنجليزية)
- ستيف إروين على موقع ديسكوغز (الإنجليزية)
- ستيف إروين على موقع قاعدة بيانات الفيلم (الإنجليزية)
- ستيف إروين على موقع كينوبويسك (الروسية)